# بيرت مورلي
بيرت مورلي (بالإنجليزية: Bert Morley)‏ (1 أكتوبر 1882 بشفيلد في المملكة المتحدة - 15 يوليو 1957) هو لاعب كرة قدم بريطاني (وحمل سابقاً جنسية المملكة المتحدة لبريطانيا العظمى وأيرلندا) في مركز الدفاع. شارك مع منتخب إنجلترا لكرة القدم. أما مع النوادي، فقد لعب مع غريمسبي تاون ونوتس كاونتي.

## وصلات خارجية
- بيرت مورلي على موقع قاعدة بيانات كرة القدم.إي يو (الإنجليزية)
- بيرت مورلي على موقع ناشيونال فوتبول تيمز (الإنجليزية)